# Валя-Стилпулуй
Валя-Стилпулуй (рум. Valea Stâlpului) — село у повіті Прахова в Румунії. Входить до складу комуни Тейшань.
Село розташоване на відстані 86 км на північ від Бухареста, 30 км на північ від Плоєшті, 58 км на південний схід від Брашова.

## Населення
За даними перепису населення 2002 року у селі проживали 744 особи, усі — румуни. Усі жителі села рідною мовою назвали румунську.